# Punktierte Palmoplantarkeratose
Die Punktierte Palmoplantarkeratose ist eine Gruppe von seltenen angeborene Erkrankungen aus der Gruppe der Hyperkeratosen (zu den Keratoderma gehörig) mit dem Hauptkennzeichen kleiner tropfenförmiger Verhornungsstörungen.
Synonyme sind: Palmoplantarkeratose, isolierte punktierte; PPK, isolierte punktierte; englisch Isolated Punctate Palmoplantar Keratoderma

## Klassifikation
Eine Einteilung erfolgt nach den zugrundeliegenden genetischen Veränderungen in folgende Typen:
- Typ I Palmoplantarkeratose, punktierte, Typ I, (Synonyme: Keratosis Palmoplantaris Papulosa Buschke-Fischer-Brauer; Palmoplantar Keratoderma, Punctate Type I; PPKP1; KPPP1; Keratodermia Palmoplantaris Papulosa, Buschke-Fischer-Brauer Type; Keratosis Palmoplantaris Papulosa)[4][5] mit Mutationen am AAGAB-Gen an der Location 15q23[6][7][8]

- - Typ IA Palmoplantar Keratoderma, Punctate Type (Synonym: PPKP1A) AD,  Cytogenetic im Chromosom 15 am Genort a  15q22-q23[9]

- - Typ IB Palmoplantar Keratoderma, Punctate Type IB (Synonym: PPKP1B), AD, Mutationen im Chromosom 8 an q24.13-q24.21 , Genomic coordinates (GRCh37): 8:122,500,000-131,500,000[10]

- Typ II Palmoplantarkeratose, punktierte, Typ II, (Synonyme: Keratosis punctata palmaris et plantaris; PPKP2; PPPP; Spiny keratoderma), AD[11][12]

- Typ III Palmoplantare Hyperkeratose, punktierte, Typ III (Synonyme: PPKP3 ohne Elastoidose; Akrale fokale Hyperkeratose; Palmoplantarkeratose, punktierte, Typ 3, ohne Elastoidose; Acrokeratoelastoidosis lichenoides), Mutationen im Chromosom 2 am Genort p25-p12[13][14]

## Syndromale Formen
Ferner existieren Formen im Rahmen von Syndromen mit zusätzlichen Veränderungen.
- Schöpf-Schulz-Passarge-Syndrom bestehend aus: Punktierter Palmoplantarkeratose – zystischen Augenlider – Hypodontie – Hypotrichose 10664, autosomal-rezessiv vererbt, Mutationen im WNT10A-Gen am Genort 1q35.[16]
- Punktierte Palmoplantarkeratose mit ankylosierender Spondylitis
- Punktierte Palmoplantarkeratose mit fazialer Talgdrüsenhyperplasie
- Punktierte Palmoplantarkeratose mit spastischer Paralyse[17]
- Punktierte Palmoplantarkeratose mit Lipomen

## Verbreitung
Die Häufigkeit wird für Typ I mit 1,17 auf 100.000 bzw. 1,2 auf 100.000 angegeben.
Die Vererbung erfolgt bei allen Formen autosomal-dominant.

## Klinische Erscheinungen
Die Veränderungen treten in der Regel nicht vor dem 10. Lebensjahr auf, das Manifestationsalter wird mit 10–70 Jahren angegeben.

## Behandlung
Die Therapie erfolgt symptomatisch.